# Benjamin Franklin Meyer
Benjamin Franklin Meyer, conosciuto anche come Ben F. Meyer (Chicago, 5 novembre 1927 – Les Verrières, 28 dicembre 1995), è stato un presbitero, teologo e storico delle religioni statunitense naturalizzato canadese.

## Biografia
Meyer ha ricevuto la sua formazione nelle istituzioni dei gesuiti fra il 1940 e il 1960, studiando prima all'Alma College a Santa Clara e poi alla Santa Clara University, all'Università Gonzaga a Spokane e al Pontificio Istituto Biblico a Roma, con soggiorni di studio anche all'Università di Strasburgo e all'Università di Gottinga. Nel 1965 ha concluso gli studi, conseguendo il dottorato in teologia alla Pontificia Università Gregoriana. Tornato negli USA, ha insegnato per un periodo in California, prima all'Alma College e alla Graduate Theological Union a Berkeley. Nel 1969 si è trasferito in Canada per insegnare all'Università McMaster, incarico che ha mantenuto fino al suo ritiro dall'insegnamento avvenuto nel 1992.
Gli studi di Meyer hanno riguardato principalmente il Gesù storico e le origini del cristianesimo, con particolare riguardo all’espansione del movimento cristiano. I suoi lavori hanno avuto influenza su John Paul Meier, N.T. Wright e Ben Witherington.

## Libri
- The Church in Three Tenses, Doubleday, 1971
- The Aims of Jesus, SCM Press, London, 1979
- The Early Christians: their world mission and self-discovery, Glazier (Michael) Inc., 1986
- Critical Realism and the New Testament, Princeton Theological Monograph Series, Pickwick Publications, 1989
- Christus Faber: the master builder and the house of God, Princeton Theological Monograph Series, Pickwick Publications, 1992
- Five Speeches that Changed the World, Liturgical Press, 1994
- Reality and Illusion in New Testament Scholarship: a primer in critical realist hermeneutics, Glazier/Liturgical, 1994